# حرق كيميائي
الحرق الكيميائي يحدث عندما تتعرض أنسجة الجسم الحية لمادة كيميائية آكلة، مثل: حمض قوي أو قاعدة قوية. و تعد الحروق الكيميائية تابعة لتصنيف الحروق المعيارية، وقد ينتج عن هذا النوع من الحروق تلف بالغ في الأنسجة. و توجد أنواع رئيسية للمنتجات أو المواد المهيجة أو الآكالة، وهي: الأحماض، والقواعد، و المؤكسدات أو عوامل الاختزال، و المذيبات، و عوامل الألكلة. بالإضافة إلى أن هناك بعض أنواع الأسلحة الكيماوية التي قد تسبب حروق كيميائية، مثل: المنفطات التي تشمل على غاز الخردل وغاز لويسيت الحربي القاتل، أو المُشَرّيات كأكسيد غاز الفوسجين.
الحروق الكيميائية قد:
- لا تحتاج إلى مصدرحراري،
- تحدث بعد الملامسة مباشرة،
- لا يكون من الواضح ملاحظتها على الفور،
- تكون مؤلمة للغاية،
- تنتشر في الأنسجة وتتلف ما تحت طبقة الجلد قبل ظهور أي ضرر واضح على سطح الجلد.

## العرض
يعتمد ظهور أعراض الحرق الكيميائي الدقيقة على نوع المادة الكيميائية التي لامست الجلد أو تعرضت له. و قد تشمل أعراضه على حكة، وإسمرار البشرة أو بياضها، وتضرر مناطق الإحساس، و صعوبة في التنفس، و خروج دم مع السعال، ونخر الأنسجة. و تحتوي مصادر الحروق الكيميائية الشائعة على حمض الكبريتيك (H2SO4)، و حمض الهيدروكلوريك (HCI)، و هيدروكسيد الصوديوم (NaOH)، و الجير (Ca)، و نترات الفضة (AgNO3)، وبيروكسيد الهيدروجين (H2O2). و تعتمد آثار الحروق على المادة؛ فبيروكسيد الهيدروجين يزيل الطبقة البيضاء للبشرة، بينما حمض النيترك يؤدي إلى تغيير لون البشرة إلى اللون الأصفر. و قد تحدث الحروق الكيميائية عن طريق الاتصال المباشر مع أسطح الجسم، بما في ذلك الجلد والعينين، أو عن طريق الاستنشاق أو الابتلاع. و من الممكن ألا تستجيب المواد الأليفة للدهون التي تنتشر بشكل فعال في أنسجة جسم الإنسان على الفور، مثل: حمض الهيدروفلوريك، وخردل الكبريت، وثنائي ميثيل سلفات؛ لكنها تنتج حروقًا والتهابًا بعد ساعات من حدوث الإتصال. و تعد صناعة المواد الكيميائية، و التعدين، و الطب و نحوه أمثلة على مجالات قد تحدث فيها حروق كيميائية. و يقوم حمض الهيدروفلِوريك بالترشيح إلى مجرى الدم ويتفاعل مع الكالسيوم والمغنيسيوم، و يمكن للأملاح الناجمة أن تسبب سكتة قلبية بعد تناول الطعام من خلال الجلد.

## معرض صور

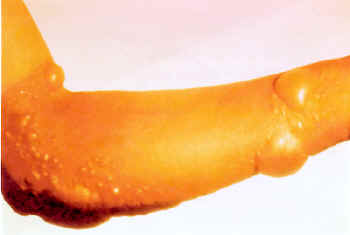
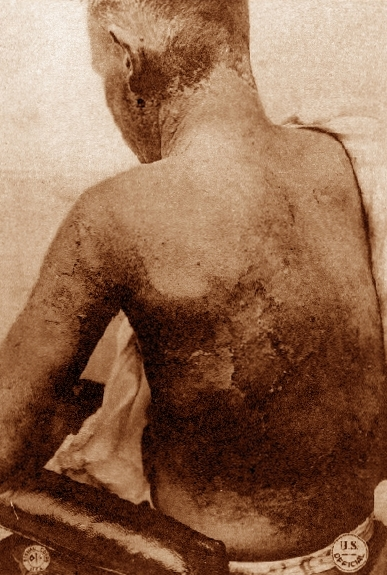
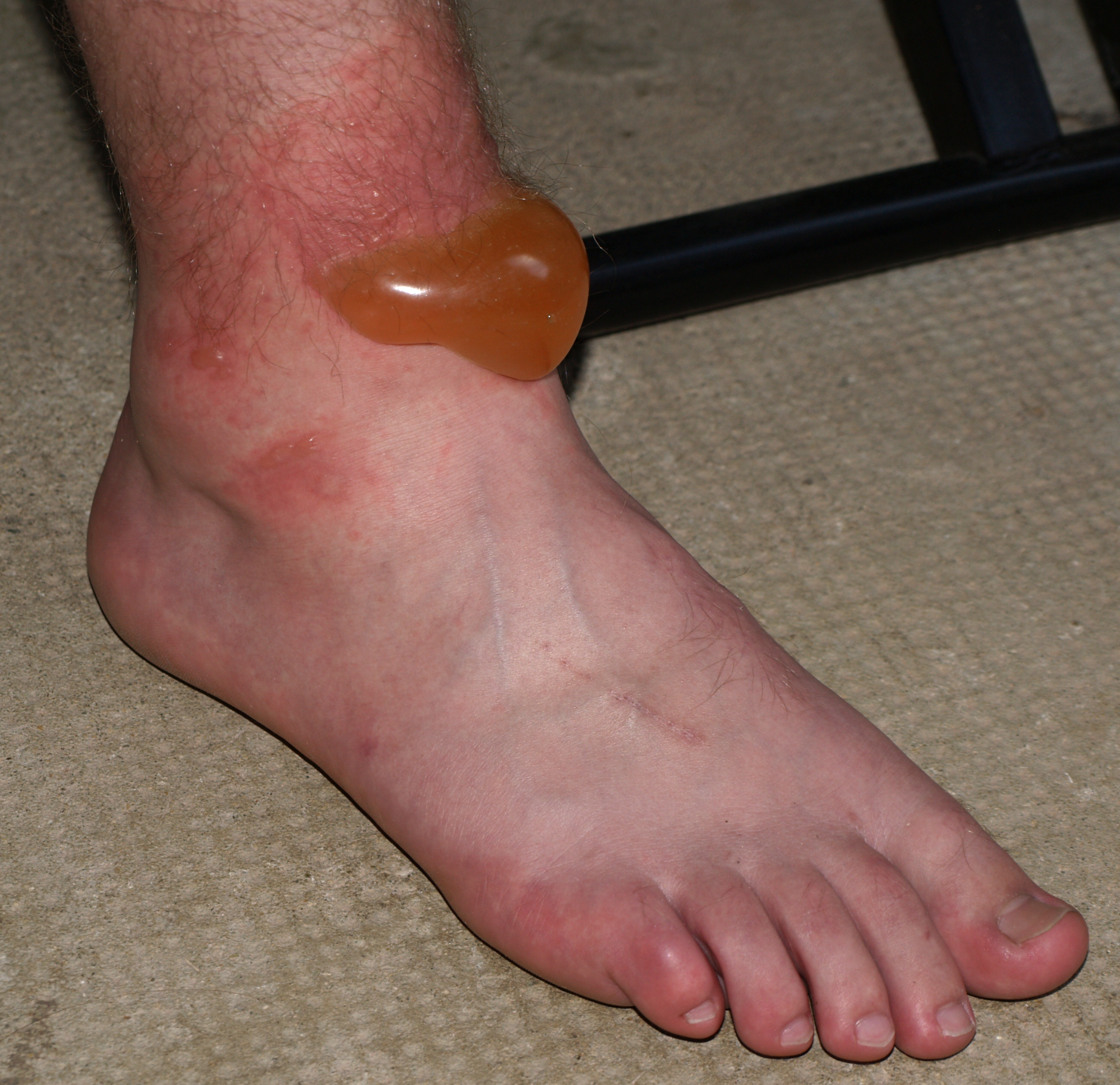
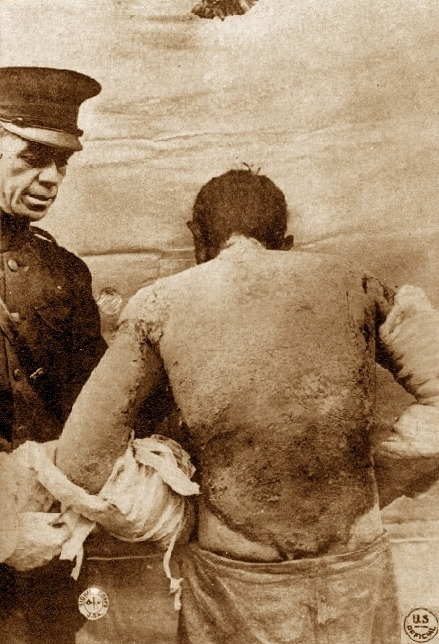
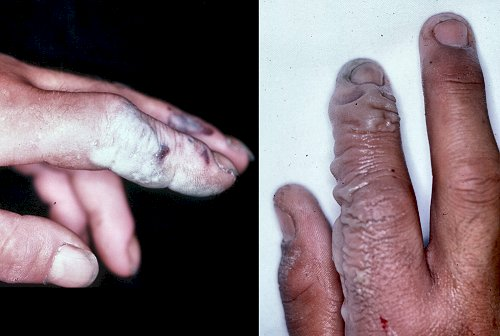

## روابط خارجية
- الحروق الكيميائية (Chemical burns)